# Grant’s

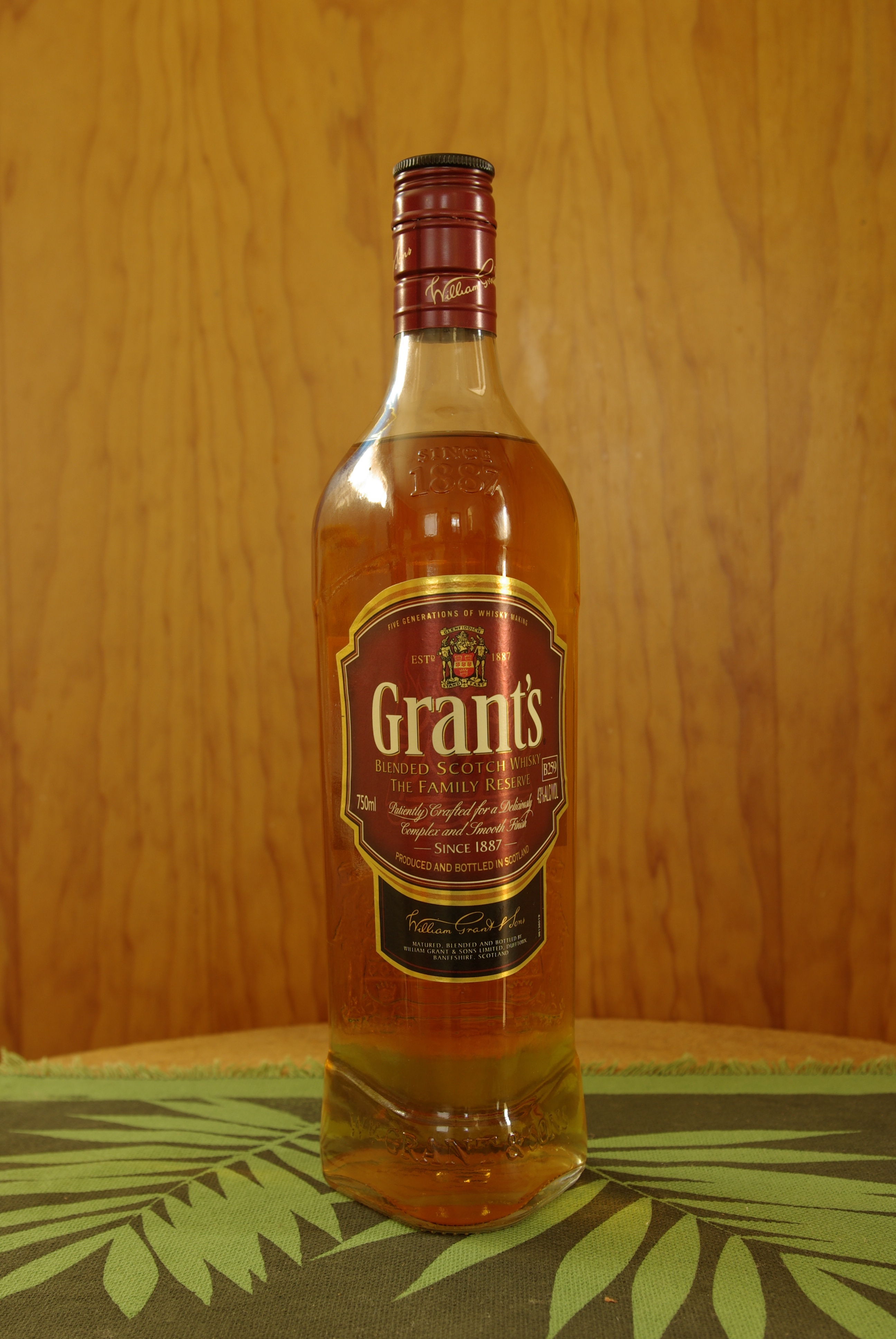
Классическая треугольная бутылка виски Grant’s

Grant’s (Грантс) — шотландский купажированный виски, производящийся семейной компанией William Grant & Sons, основанной в 1887 году.

## История
В 1898 году была разлита первая бутылка Grant’s.
В 1909 году, перед началом Первой мировой войны виски Grant’s продавались 60 дистрибьюторами в 30 странах мира.
В 1957 году виски Grant’s был выпущен в новой упаковке — треугольной бутылке. Дизайн бутылки разработал Ганс Шлегер, бежавший из нацистской Германии. Он стремился создать нестандартную элегантную бутылку, демонстрирующую качество и цвет виски и, вместе с тем, эффективную с точки зрения хранения.
Правнук основателя компании William Grant & Sons Чарльз Гордон принял решение о строительстве собственного завода по производству зернового виски Гирван, и в 1963 году его строительство в непосредственной близости от естественного водного резервуара Пенвэппл было завершено. Исключительная чистота воды этого источника позволяет использовать её на всех этапах приготовления виски Grant’s.
В 1979 году продажи Grant’s в Великобритании впервые превысили один миллион 9-литровых кейсов. Таким образом Grant’s стал одной из излюбленных национальных марок.
В 2008 году бутылкам для Grant’s 12 YO и Grant’s Family Reserve придали новый облик.

## Производство
Для создания богатого и сложного вкуса Grant’s используется до 30 сортов солодового виски. В купаже используется зерновая основа и различные сорта солодового виски из разных регионов Шотландии. Сорт Гленфиддик привносит в композицию Grant’s персиковые и дубовые нотки, а Балвени добавляет ореховую сладость и аромат корицы.
Grant’s выдерживается в специально отобранных дубовых бочках. Команда собственных бондарей компании William Grant & Sons не только постоянно следит за состоянием бочек, но также подвергает их обжигу, в результате чего сахаристые вещества в древесине карамелизируются. Это привносит во вкус созревающего алкоголя цвет и дополнительную ароматическую и вкусовую комплексность за счет появления ноток ванили, дыма и специй. Для выдерживания зерновых и солодовых сортов Grant’s предпочтение отдается бочкам из-под американского виски и испанского хереса типа «олоросо».
Quercus Alba (буквально — «белый дуб»), растет в Америке и известен как американский дуб. Выдержка в бочках из американского дуба обогащает виски Grant’s характерными сладкими нотками ванили.
Quercus Robur, или «черешчатый дуб», является европейской разновидностью дуба. Этот дуб заготавливают всего в трех регионах Испании: Галисии, Кантабрии и Астурии. Он придает виски Grant’s дополнительные нотки сухофруктов.
Огромную роль в создании вкуса Grant’s играет мастер купажа. С 1887 года сменилось всего 6 мастеров купажа виски Grant’s. Первым был сам Уильям Грант. Долгие годы, с 1969 года по 2008 год, мастером купажа был Дэвид Стюарт, лишь недавно передавший свои полномочия Брайану Кинсману.
По решению мастера купажа, готовый виски Grant’s может выдерживаться в больших емкостях объёмом 2000 л из португальского дуба в течение полугода. Это позволяет деликатно соединенным сортам виски «лучше узнать друг друга», поэтому данный шестимесячный период называют «женитьбой». Такая технология способствует окончательной гармонизации ароматов и вкуса виски Grant’s.

## Ассортимент
- Grant’s 12 YO -Мастер купажа отбирает лучшие сорта односолодового виски, каждый из которых выдерживался в дубовых бочках минимум 12 лет. А затем соединяет их в композицию на основе зернового виски Girvan, который также проводит не менее 12 лет в дубовых бочках из-под американского виски. Полученный напиток после купажирования выдерживается дополнительно в течение 3 месяцев в новых бочках из-под американского виски.

- Grant’s Family Reserve — Основу купажа составляет зерновой шотландский виски, произведенный на принадлежащем компании William Grant & Sons заводе Гирван. Этот виски считается одним из самых лучших в индустрии из-за применения вакуумной дистилляции — технологии, позволяющей получать легчайший спирт.

- Grant’s Ale Cask Reserve — единственный шотландский виски, который выдерживают в бочках из-под эля.

- Grant’s Sherry Cask Reserve — это виски изготовляется точно так же, как и Grant’s Family Reserve. Отличительная особенность — дополнительная выдержка в дубовых бочках из-под испанского хереса Олоросо.

## Международные награды
- Grant’s 12 YO
  - Лучший купажированный шотландский виски (с выдержкой не менее 12 лет) — 2007 World Whiskies Awards
  - Золотая медаль — 2007 International Spirits Challenge
  - Серебряная медаль — 2007 International Wine & Spirit Competition

- Grant’s Family Reserve
  - «Бокал гения» «Непревзойденное качество» — Джим Мюррей, Библия виски, 2007
  - Серебряная медаль — 2007 International Wine & Spirit Competition

- Grant’s Ale Cask Reserve
  - Серебряная медаль — 2007 International Wine & Spirit Competition

- Grant’s Sherry Cask Reserve
  - Серебряная медаль — 2007 International Wine & Spirit Competition